# Face of Beauty International 2012
La 1.ª edición de Face of Beauty International, o como se le nombró en su primera edición Miss Teen Face of Beauty International, correspondiente al año 2012; tuvo lugar el 18 de diciembre en el Valentine Garden Resort de la ciudad de Chiang Mai, Tailandia. En este primer evento 14 candidatas de países y territorios autónomos compitieron por el título. Al final del evento resultó ganadora Josefine Emilie Egebjerg de Dinamarca.

## Resultados
| Posiciones                        | Candidata                              |
| --------------------------------- | -------------------------------------- |
| Face of Beauty International 2012 | - Dinamarca - Josefine Emilie Egebjerg |
| Primera Finalista                 | - Singapur - Novell Tan Yu Xuan        |
| Segunda Finalista                 | - Canadá - Cynthia Lowen               |
| Tercera Finalista                 | - Tailandia - Pimchan Phichayasut      |
| Cuarta Finalista                  | - Rusia - Anastasiya Gavrilova         |

## Premios Especiales
| Título                      | Candidata                                |
| --------------------------- | ---------------------------------------- |
| Mejor en Traje Nacional     | - Filipinas - Lecelle Margarejo Trinidad |
| Mejor en Traje de Baño      | - Rusia - Anastasiya Gavrilova           |
| Mejor en Traje de Noche     | - Taiwán - Lin Zhen-Yi                   |
| Miss Fotogénica             | - Nueva Zelanda - Myo Ann Smith          |
| Miss Simpatía               | - Niue - Christiana Sapeta               |
| Premio a la Caridad         | - Samoa - Carmen Shearer                 |
| Premio Popularidad en Línea | - Filipinas - Lecelle Margarejo Trinidad |
| Top Model                   | - China - Liu Xuyan                      |

- Nota: Ganadoras según la página web oficial del concurso y referencias externas.[2]

## Historia
El primer certamen se desarrolló del 11 al 19 de diciembre y fue organizado por la productora Pradinunt Production Co., Ltd de Tailandia en conjunto con Face Of Beauty International Ltd. propietaria del concurso.

## Candidatas
14 candidatas compitieron por el título:
(En la tabla se utiliza su nombre completo, los sobrenombres van entrecomillados y los apellidos utilizados como nombre artístico, entre paréntesis; fuera de ella se utilizan sus nombres «artísticos» o simplificados).
| País/Territorio | Candidata                    |
| --------------- | ---------------------------- |
| Australia       | Kristel Eunice Mary Montarde |
| Canadá          | Cynthia Lowen                |
| China           | Liu Xuyan                    |
| Corea del Sur   | Sei Lee                      |
| Dinamarca       | Josefine Emilie Egebjerg     |
| Filipinas       | Lecelle Margarejo Trinidad   |
| Niue            | Christiana Sapeta            |
| Nueva Zelanda   | Myo Ann Smith                |
| Rusia           | Anastasiya Gavrilova         |
| Samoa           | Carmen Shearer               |
| Singapur        | Novell Tan Yu Xuan           |
| Tailandia       | Pimchan Phichayasut          |
| Taiwán          | Lin Zhen-Yi                  |
| Tonga           | Tonica Cassie Alatini        |

### Candidatas retiradas
- Benín - Medupeola Badmus
- Martinica - Alexia-Oceané Soudin
- Papúa Nueva Guinea - Helen Kari
- Suecia - Frida Fornander

## Datos acerca de las delegadas
- Algunas de las delegadas de Face of Beauty International 2012 participaron en otros certámenes internacionales de importancia:
  - Christiana Sapeta (Niue) participó sin éxito en Miss Teenager Universo 2011.
  - Lin Zhen-Yi (Taiwán) participó sin éxito en Miss Motores Internacional 2012.

## Sobre los países en Face of Beauty International 2012

### Naciones debutantes
| - Australia - Canadá - China - Corea del Sur - Dinamarca - Filipinas - Niue | - Nueva Zelanda - Rusia - Samoa - Singapur - Tailandia - Taiwán - Tonga |